# Вароді Василь Іванович

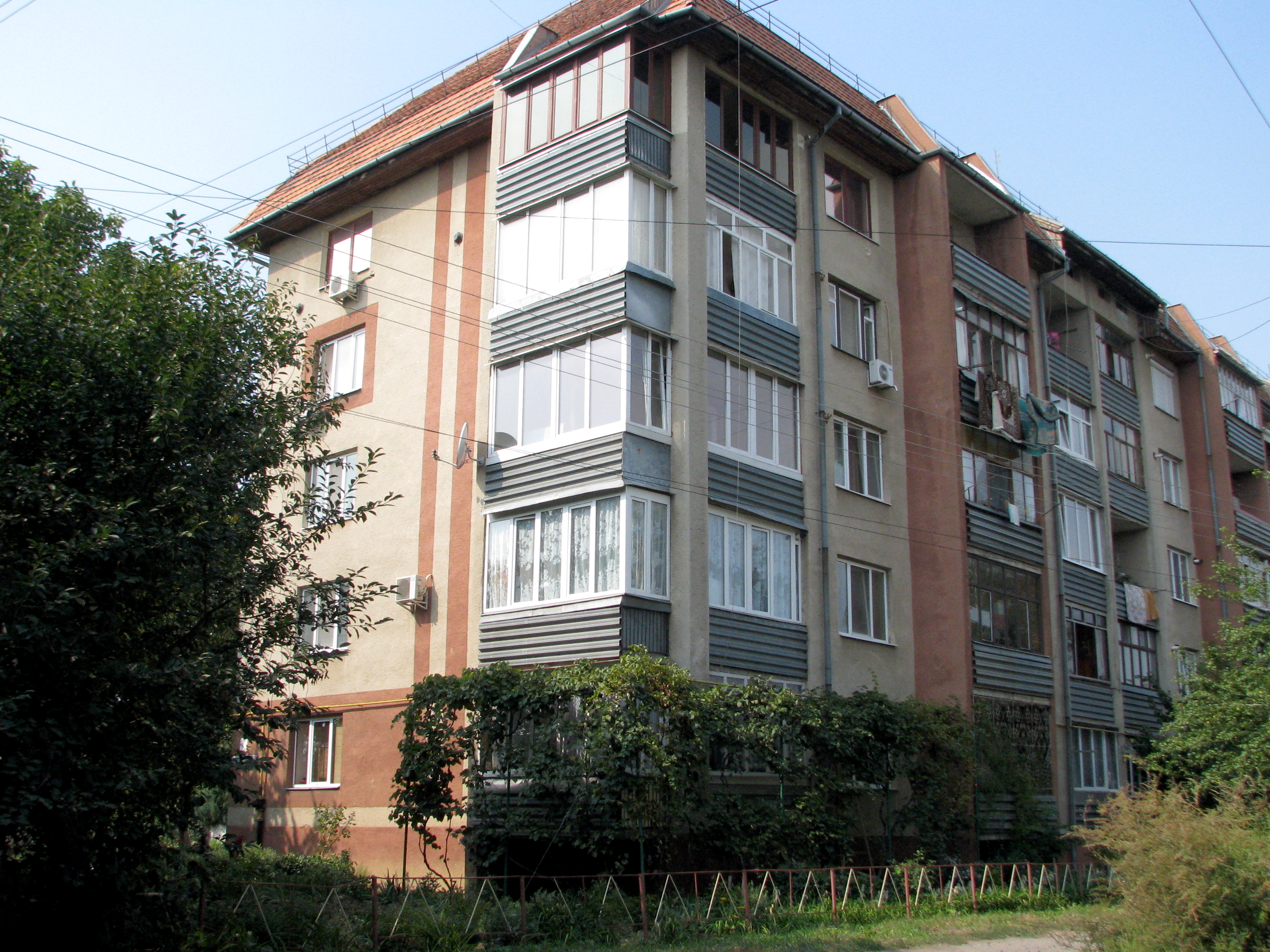
Будинок, в якому жив письменник. Вул. Володимирська, 28/9

Василь Іванович Вароді (3 липня 1943, Королево — 5 вересня 1998, Ужгород) — український поет.

## Життєпис
Народився 3 липня 1943 року на Закарпатті у селищі Королево (тепер Виноградівського району) в сім'ї залізничника. Був п'ятою дитиною, після нього було ще семеро.
Отримавши гонорар за першу збірку «Повноліття», купив пральну машинку, щоб хоч як-небудь полегшити життя матері, у якої на руках лишилося ще шестеро малят.
Зачарованість словом побачив у Василеві його вчитель Петро Іванович Фединець. Йому й показав юний поет свої перші проби пера. Учитель помістив кілька поезій у стінній газеті, надіслав добірку до районної.
У 1962 році він стає студентом філологічного факультету Ужгородського університету. Одна за одною з'являються в періодиці добірки віршів.
Працював у газеті «Молодь Закарпаття», редактором Закарпатського комітету по телебаченню та радіомовленню, директором клубу письменників. З 1991 р. — заступник головного редактора та відповідальний секретар газети «Карпатська Україна».
Друкувався в обласних та республіканських газетах «Молодь України», «Ленінська молодь», «Комсомольський прапор», «Літературна Україна», журналах «Жовтень» (1965. — № 12; 1971.— № 8), «Дукля» (1978. — № 5; 1985. — № 5), колективних збірниках «Живи, Україно!» (1968), «Партії горде ім'я» (1976), «Сонячний годинник» (1976).
Написав ряд рецензій та критичних статей, в яких подано огляд віршів поетів-початківців.
Автор поетичних збірок «Повноліття» (1967), «Цикли» (1972), «Червневий сполох» (1974), «Плуги і зорі» (1980), «Родинне вогнище» (1987), здійснив літзапис роману М. Климпотюка «Досвіт» (1985).
Перекладає також з угорської, російської. Добірка віршів П. Глєбки, перекладених з білоруської мови, опубліковані в книзі «З вогненних літ» (К.: Веселка, 1975).
Вірші В. Вароді перекладалися угорською мовою та мовою комі.
В. Вароді — член СПУ з 1977 року.
Чоловік української поетеси Керити Христини Василівни.
Серце Василя зупинилося 5 вересня 1998 року. Похований в Ужгороді на цвинтарі Кальварія.
Посмертна збірка «З висоти соколиного лету» (2003) вмістила в собі найкращі твори поета, а також те, що не встиг надрукувати за життя.